# Josyp Winski
Josyp Wikentijowycz Winski, ukr. Йосип Вікентійович Вінський (ur. 2 stycznia 1956 w m. Łoszkiwci) – ukraiński polityk, z wykształcenia politolog, deputowany i minister.

## Życiorys
W 1977 został inżynierem, później ukończył szkołę partyjną z dyplomem politologa. Początkowo pracował jako konstruktor i inżynier. Od 1983 działał w partii komunistycznej. Od 1991 należał do Socjalistycznej Partii Ukrainy, był jednym z jej liderów (m.in. sekretarzem rady politycznej). Od 1994 do 2007 w pięciu kolejnych wyborach uzyskiwał mandat posła do Rady Najwyższej. Zasiadał m.in. w komisji ds. budżetu. Pełnił funkcję wiceprzewodniczącego powstałego w 2003 Zgromadzenia Parlamentarnego Polski i Ukrainy. W lipcu 2006 odszedł z partii po przejściu socjalistów na stronę obozu Wiktora Janukowycza. W 2007 stał się jednym z liderów partii Batkiwszczyna i Bloku Julii Tymoszenko. W powołanym w tym samym roku nowym rządzie objął urząd ministra transportu. Odwołany w 2009, odszedł z BJuT, stając na czele małej partii Władza Ludowa.